# Franz Höfer von Feldsturm

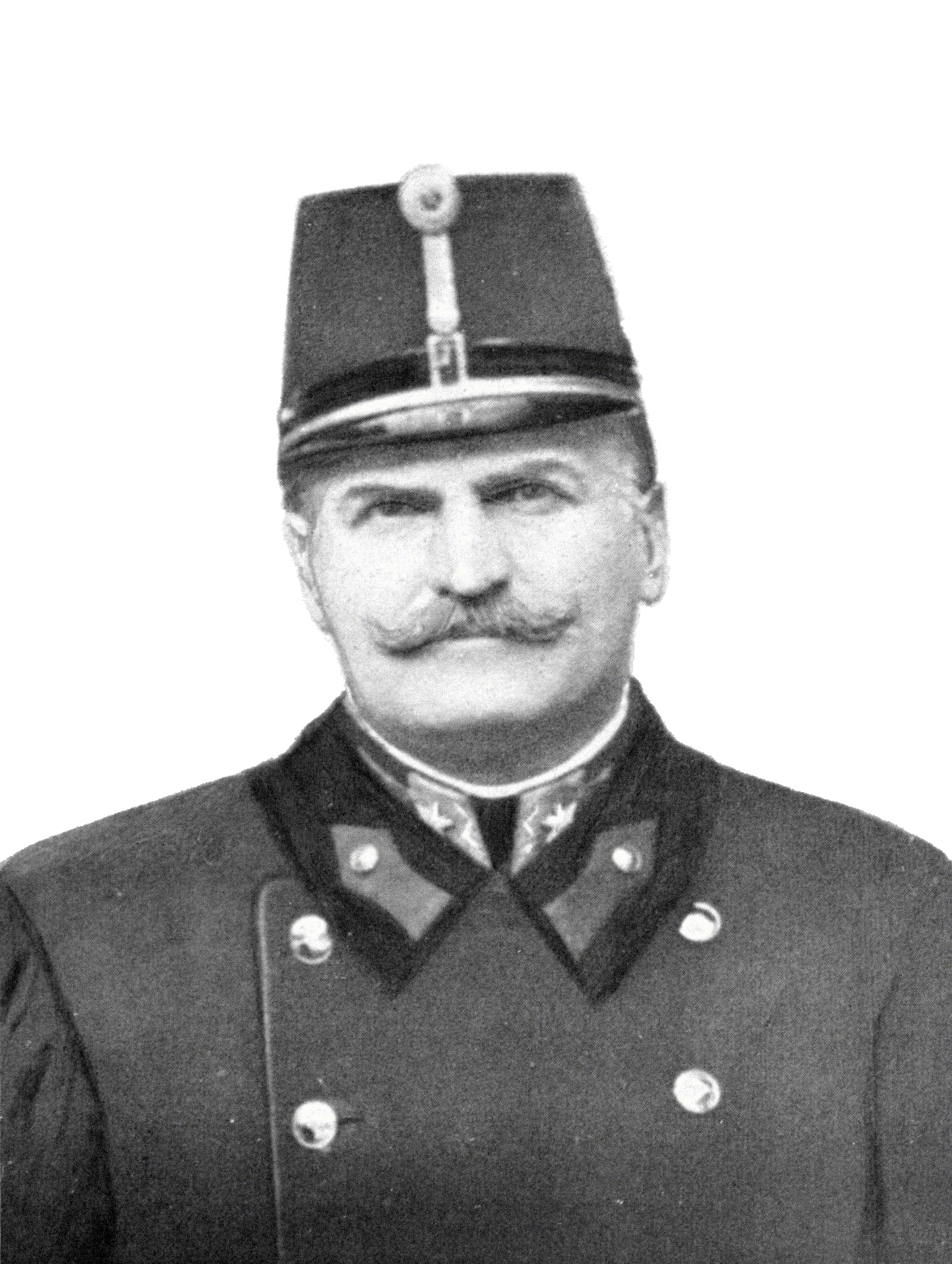
Franz Ritter Höfer von Feldsturm ještě jako generálmajor, 1914

Franz Ritter Höfer von Feldsturm (9. července 1861 Chomutov – 22. ledna 1918 Vídeň) byl rakouský c. k. polní podmaršálek rakousko-uherské armády v průběhu první světové války, náměstek šéfa generálního štábu Franze Conrada von Hötzendorf a autor oficiálních armádních zpráv.

## Život
Byl synem kastelána Franze Höfera a jeho ženy Augustine Vizentia Matschego z Trmic. Otec byl kapitánem rakousko-uherské armády a držitel řádu železné koruny. Dne 2. června 1869 byl diplomem povýšen do šlechtického stavu a získal přídomek von Feldsturm.
Navštěvoval vojenské nižší reálné gymnázium v Sankt Pöltenu, vojenské vyšší reálné gymnázium v Hranicích, vojenskou technickou akademii ve Vídni, vyšší kurz pro dělostřelce a střeleckou školu k.u k. Artillerie-Schießschule. V letech 1912 a 1913 se stal náměstkem šéfa generálního štábu a o rok později polním podmaršálkem. Během první světové války byl vedoucím sekce na ministerstvu války ve Vídni a autorem oficiální armádních zpráv.

### Rodina
Oženil se se spisovatelkou Irmou von Höfer (Irmgard Höfer von Feldsturm), rozenou Sölch.